# 北海道百貨店協会
北海道百貨店協会（ほっかいどうひゃっかてんきょうかい）は、かつて存在した日本百貨店協会の地区協会。北海道地区の百貨店が加盟していた業界団体（任意団体）で、日本百貨店協会を上位団体としていた。
北海道の百貨店業の健全な発達を図り、もって消費者の利益に寄与することを目的としていた。

## 概要
かつて日本百貨店協会には、地区ブロックごとの「地区協会」と、戦前に六大都市と呼ばれた都市（東京、横浜、名古屋、京都、大阪、神戸）ごとに「都市百貨店協会」があった。しかし加盟店数の減少などから、運営の無駄を省くため時間をかけて統合が進められ、2010年（平成22年）に7地区協会を統合して地方分会とした。各地区協会事務所は閉鎖され、運営は日本百貨店協会本部に一元化されている。

## 加盟百貨店
- 札幌丸井三越
  - 札幌三越（札幌市）
  - 丸井今井札幌本店（札幌市）
- 大丸松坂屋百貨店 大丸札幌店（札幌市）
- 東急百貨店 東急百貨店さっぽろ店（札幌市）
- 藤丸（帯広市）
- 丸ヨ池内（IKEUCHI札幌、札幌市）

## 過去の加盟百貨店
★は、日本百貨店協会にも加盟していた店舗。
- ★東急百貨店まちきた大通ビル きたみ東急百貨店（北見市）
- そごう・西武
  - ★西武旭川店（旭川市、旧:旭川緑屋ショッピングセンター→西武百貨店）
  - ★札幌そごう（札幌市）
  - ★西武札幌店（札幌市、旧:札幌興農園→五番舘デパート→五番舘西武→西武百貨店)
  - ★西武函館店（函館市）
- 丸井今井
  - ★丸井今井旭川店（旭川市)
  - ★丸井今井小樽店（小樽市）
  - ★丸井今井苫小牧店（苫小牧市）
  - ★丸井今井釧路店（釧路市、旧:丸三鶴屋デパート→丸井今井）
  - ★丸井今井室蘭店（室蘭市）
  - ★丸井今井函館店（函館市）
- ★ロビンソン百貨店 札幌店（旧:札幌松坂屋→ヨークマツザカヤ）(札幌市)
- 中合 棒二森屋店（函館市、旧アドバンスド・デパートメントストアーズオブジャパン 棒二森屋店）